# Mariano de Jesús Torres
Mariano de Jesús Torres (Morelia 17 de abril de 1838 – Morelia 1921) fue un escritor, poeta y periodista mexicano del siglo XIX.
Mariano de Jesús Torres nació en Morelia, Michoacán el 17 de abril de 1838, proveniente de una familia humilde originaria de Pátzcuaro sus padres fueron Isidra Reyes y Vicente Torres. Entre 1848 y 1855 estudió en el Colegio de San Nicolás y en el Seminario de Morelia donde realizó estudios de jurisprudencia (abogacía), además de realizar estudios de medicina mismos que finalizó en Guadalajara ante el cierre temporal del Colegio de San Nicolás entre 1861 y 1863 a causa del régimen conservador de la época.
En los primeros años de su carrera profesional se dedicó a la abogacía, fue juez de letras en Ario (1862 y 1863), juez en La Piedad (1863 y 1864) y en Pátzcuaro (1864). Entre 1879 y 1885 fue redactor del Periódico Oficial de Michoacán. De pensamiento liberal Mariano de Jesús Torres fue crítico del gobierno de Porfirio Díaz y de los políticos conservares del régimen en Michoacán entre ellos el gobernador Aristeo Mercado. En 1893 fundó su célebre periódico “El Centinela” publicado hasta 1914 donde expreso su crítica política. En 1910 difundió y apoyó en Michoacán la causa de Francisco I. Madero. Tuvo varios hijos entre ellos Daniel y Julio Torres quienes ayudaron a su padre en la redacción de algunas publicaciones.
En Morelia tuvo una imprenta propia desde donde publicó numerosos periódicos de línea liberal, así como revistas culturales de literatura, música, e historia. Fue colaborador de publicaciones editadas en Aguascalientes, Guadalajara y Ciudad de México. Así mismo en su imprenta publicó múltiples obras literarias de su autoría en los géneros de drama, comedia, así como investigaciones históricas. Documentos que hoy en día son un importante testimonio de la época Porfirista en Michoacán. Murió en Morelia en 1921.
En 1927 su hija Dolores Torres vendió la biblioteca de su padre al Gobierno de Michoacán, resguardándose la amplia colección de libros, publicaciones periódicas y de revistas en la Biblioteca Pública Universitaria de la UMSNH en Morelia.

## Obra literaria

### Poesía
- Oda al mar
- Corona Fúnebre (1865) sonetos y elegía a José Guadalupe Romero.
- Corona fúnebre del esclarecido C. Santos Degollado (1861).
- Poesías escogidas (1904)
- Vol. 1 Selección de poesías líricas (1901)
- Vol. 2 Selección de poesías líricas (1914)
- Poesías líricas (1915) selección de sus poemas líricos.
- Miscelánea de autores nacionales y extranjeros en prosa y en verso (1890)
- Parnaso Michoacano (1905) Parnaso Español y Parnaso Mexicano, antologías poéticas.

### Dramas
Dramas de carácter patriótico:
- El héroe de Dolores o la Independencia de México
- La toma de Guadalajara
- Mi última noche de máscaras
- Laurel por Laurel o El poeta y la cantatriz
- Aurora o los amores de un ángel

Otros dramas:
- La fuerza del destino (basado en la novela “El nido de cigüeñas” de Elías Berthelt) (1907)
- Andrés el cazador (1907)
- La gran catástrofe o los inundados de León
- Las obras de misericordia (1908)
- La Gloria del poeta (1908)
- La flor de la montaña (1910) Zarzuela

### Comedias
- El nuevo autor de comedias (1910)
- Los amigos íntimos
- Las venganzas de amor o el poder de una mujer (1857)
- La primavera en invierno
- La mujer marido (1910)
- Lección para las coquetas o el concurso de acreedores
- El teatro de las familias (1896)
- El lector de periódicos o la herencia de un pariente (1899)
- Castillos en el aire (1908).

## Otras obras
- Selección de dramas y comedias (1906)
- Catecismo de Moral para la instrucción de la juventud (1876) fue libro de texto en escuelas primarias.
- Historia Civil y Eclesiástica de Michoacán desde los pobladores primitivos hasta nuestros días (1905)
- Historia de Michoacán
- Pueblos de Michoacán, entresacados del Diccionario Geográfico-Histórico de las Indias Orientales o americanas de Antonio Alcedo, 1914
- El Expositor del Derecho Moderno, libro en jurisprudencia.
- Diccionario Histórico, Biográfico, Bibliográfico, Geográfico, Estadístico, Zoológico, Botánico y Mineralógico de Michoacán 1905, 1912, 1915.
- Diccionario de Legislación y Jurisprudencia Michoacanas.
- Diccionario de Ciencias Naturales.

## Obra pictórica
Mariano de Jesús Torres también realizó algunas pinturas al óleo sobre lienzo, que hoy en día son un testimonio de arte naif del siglo XIX en Michoacán, en 1876 elaboró varios cuadros de mediano tamaño presentando como temática emblemáticos escenarios arquitectónicos en Morelia como el acueducto, los templos y ex conventos, la antigua calle real ,la catedral, entre otros. Los cuales han ilustrado diversas publicaciones relacionadas con la Historia de Morelia y son una evidencia gráfica para conocer el aspecto de la ciudad en la segunda mitad del siglo XIX. Varias de esas pinturas actualmente se conservan en el Museo Regional Michoacano y en el Museo Casa Sitio de Morelos recintos operados por el Instituto Nacional de Antropología e Historia (INAH) localizados en el Centro Histórico de Morelia.